# Teguise
Teguise község és település a Kanári-szigetek Lanzarote szigetén Spanyolországban, Las Palmas tartományban. Teguise Tinajo, Haría, San Bartolomé és Arrecife községekkel határos. Lakosainak száma 23 848 fő (2024). A Kanári-szigetek  második legidősebb európai települése Betancuria után. 1852-ig Lanzarote fővárosa volt, ekkor, a kalóztámadások veszélyének elhárulta után ezt a szerepét átadta a partmenti Arrecife városának.

## Népesség
A település népessége az elmúlt években az alábbi módon változott:
| Lakosok száma | 12 905 | 14 477 | 16 616 | 19 418 | 20 788 | 21 101 | 21 724 | 22 342 | 23 044 | 23 848 |
|               | 2001   | 2004   | 2006   | 2009   | 2011   | 2014   | 2016   | 2019   | 2021   | 2024   |

## Forrás
- ↑ Alzola: José Miguel Alzola: A Brief History of the Canary Islands. Ford: Ann Ruddock (spanyolról angolra). Las Palmas: El Museo Canario. 1989.  ISBN 84-600-0898-3